# Madrászi rajtaütés
Madrász kelet-indiai város katonai jelentőségű objektumainak számító olajtartályok ellen az első világháború elején, 1914. szeptember 22-én intézett rajtaütésszerű támadást az Indiai-óceánon tevékenykedő Emden német cirkáló. Bár az okozott anyagi károk nem voltak jelentősek, a látványos akció súlyos csapást mért a brit haditengerészet valamint az indiai brit kormányzat tekintélyére és jelentős fennakadásokhoz vezetett az Indiai-óceánon zajló hajóforgalomban.

## Előzmények
A háború kitörése után nem sokkal a német Kelet-ázsiai Hajórajból kivált, Karl von Müller fregattkapitány parancsnokolta Emden könnyűcirkáló az Indiai-óceánra hajózott át, ahol szeptember elején az antant több, hadi jelentőségű nyersanyagot szállító kereskedelmi hajóját elfogta a Madrász-Kalkutta útvonalon. Szeptember 18-án a Rangoon előtt feltartóztatott, majd továbbengedett norvég Dovre gőzös kapitányától értesült von Müller arról, hogy a Malaka-szorosban két brit segédcirkáló van jelen, a malájföldi Penangban pedig a Montcalm és a Dupleix francia páncélos cirkálók horgonyoznak. A Bengáli-öböl keleti felének térségében lévő túlerő miatt von Müller úgy határozott, hogy az újonnan választott Rangoon-Szingapúr útvonalon való portyázás helyett az indiai partokhoz hajózik át és szárazföldi célpont ellen intéz támadást. Választása a Madrász kikötőjében lévő olajtárolókra esett. Az akció végrehajtását a következőképpen indokolta:
„Ezt a lövetést pusztán demonstrációként tűztem ki célul, hogy nyugtalanságot keltsek az indiai lakosság körében, nyugtalanítsam az angol kereskedelmet és csorbítsam az angol presztízst. Lehetőség szerint el akartam kerülni az emberveszteségeket az indiai lakosság körében, mivel ezeket angol részről az indiaiak körében a Németország elleni háborút támogató hangulatkeltésre használnák fel. Az »Emden«  további tevékenységére tekintettel a csekély lőszerfelhasználás is egy olyan szempont volt, mely meghatározó volt a vállalkozás során.”

Az Emden cirkáló háborújának útvonala az Indiai-óceánon

Szeptember 19-én az időjárás kedvezett a nyílt tengeren való szénvételezésnek és a cirkáló a mellé rendelt szénszállítóról, a Markommanniáról 310 t szenet vettek át aznap. Az éjszaka folyamán a cirkáló Preparis szigettől délre hajózott át az Andamán-tengerről a Bengáli-öbölbe. Útközben az andamán-szigeteki Port Blairből északnak tartó és a közelükben elhaladó Hampshire erős rádiójelzéseit fogták. A Madrászig vezető (kb. 1400 km-es) utat 12 csomós sebességgel tették meg úgy időzítve, hogy szeptember 22-én az esti órákban érjenek a város elé. A partoktól 50 tmf távolságra érve von Müller a Markomanniának utasításba adta, hogy délnyugatnak hajózva Pondicherry-től 15 tmf-re keletre várakozzon szeptember 23-ig, majd ha az Emden eddig nem tűnne fel, akkor a Szumátra északkeleti csücskénél lévő Simaloer szigethez hajózzon át és ha a cirkáló továbbra sem tűnne fel, akkor egy holland fennhatóságú kikötőben internáltassa magát.
A tervezett támadás időpontválasztása szerencsés volt, mivel az antant két Madrász térségében lévő hadihajója ekkor távol volt a várostól. A Hampshire innen 300 mérföldre keletre volt és a Burma északkeleti részén lévő Akyab felé tartott kivizsgálni egy riasztást, ahol az egyik kereskedelmi hajóról ágyúdörgést véltek észlelni. A riasztás tévesnek bizonyult, vélhetőleg csak egy vihar mennydörgését hallották a hajósok a távolból. A Hampshire parancsnoka a kíséretében lévő Sikuma japán cirkálónak meghagyta, hogy Ceylonról északnak továbbhajózva tartsa szemmel Madrászt arra az esetre, ha az Emden itt bukkanna fel. Mielőtt azonban ide hajózott volna, a Sikuma parancsnoka Colombo kikötőjében megállt szenet vételezni és további parancsokra várt ahelyett, hogy az előzetes utasításoknak megfelelően járt volna el. Ezen fejlemények miatt Madrász közelében nem tartózkodtak hadihajók a támadáskor.

## A támadás

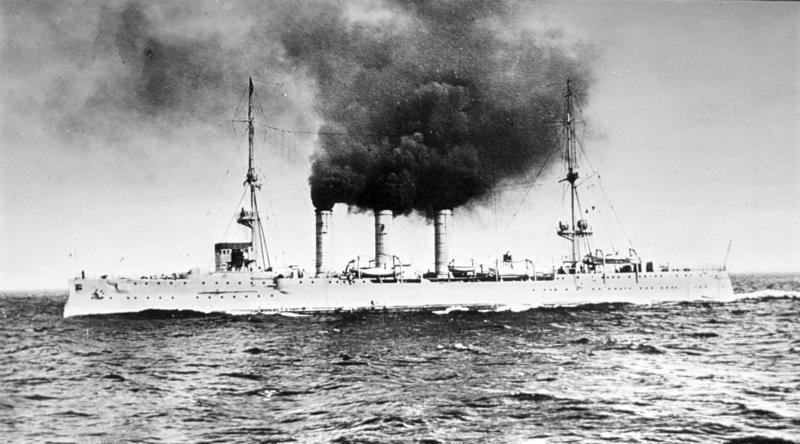
Az Emden könnyűcirkáló

20:00 körül az Emden teljes harckészültségben nagy sebességre váltva megindult Madrász felé. Miután az Emdent már egy hete nem észlelték, a brit hatóságok a kereskedelmi társaságok megnyugtatása és a hajózás biztonsága felőli érzet helyreállítása végett közleményt adtak ki arról, hogy a német cirkálót harcban elsüllyesztették. Mivel épp szeptember 22-én reggel 08:00-kor nyilvánította biztonságossá a brit kormányzat a Bengáli-öböl hajózási útvonalait, ellenséges hadihajó felbukkanásával itt nem számoltak. A város közvilágítása és a világítótornya is üzemben volt, ami jelentősen megkönnyítette a navigálást a németek számára.
20:55-kor a legénység tagjait a harcállásukra rendelték. A partok közelébe érve a tüzértiszt, Erich Gaede sorhajóhadnagy 21:45-kor jelentette, hogy a tüzérség készen áll a tűz megnyitására. Az Emden leállította a hajtóműveit, délnek fordult, majd 21:48-kor felkapcsolta a keresőfényeit és megvilágította a brit tulajdonban lévő Burmah Oil Company kikötőben álló nagy, fehérre festett olajtartályait és közel 3000 m távolságból tüzet nyitott rájuk.
Az első sortűz pár száz méterrel ugyan túllőtt a célon, de az olajtározók mögött lévő St. George erőd partvédelmi ütegének egyik ágyúját semlegesítette. A második sortűz rövidre sikerült, a harmadik pedig a part menti nádasba csapódott be épp csak elvétve a célt. A negyedik sortűzzel telitalálatot értek el és ez felgyújtotta a legnagyobb olajtartályt. A második tartály üresnek bizonyult, a harmadik az elsőhöz hasonlóan kigyulladt. Két további tartályt is találat ért, de az egyiket eltaláló gránát annak külső falán robbant szét, a másiknak pedig két lábbal az olaj szintje felett ütötte át a falát anélkül, hogy az olajt meggyújtotta volna.
Az egyik lövedék a British India Steam Navigation Company Chupra nevű gőzösét horgonyzóhelyén találta el elsüllyesztve azt és kioltva a fedélzetén egy kadét életét. A lövedékek közül néhány a város szélén csapódott be és ezek több polgári áldozatot követeltek. A források számukat különbözőképpen adják meg. Egyes adatok szerint hét madrászi lakos halálát és 12 sebesülését okozták az eltévedt lövedékek, míg mások összesen 4 vagy 5 halottat és 26 sebesültet említenek. A rajtaütés tíz perce alatt 25 sortüzet adtak le és összesen 125 darab 10,5 cm-es lövedéket használtak el. A hat nagy tartályból ötöt ért találat és 346 000 gallon (1,57 millió liter) üzemanyag vált a lángok martalékává. Mivel a szél a szárazföld felől fújt, a tűz nem terjedt tovább a város irányába.
A St. George erődből a britek tüzet nyitottak a támadóra 152 mm-es ágyúkból, de meglehetősen pontatlanul céloztak. Kilenc lövést adtak le az Emdenre, ezek közül három csapódott be a hajó viszonylagos közelében.
A kitűzött feladat teljesítése után a cirkáló északnak tartva több jelzőfényét felkapcsolta, majd miután azokat kioltotta délnek fordult, így próbálva meg valódi útirányát leplezni. A cirkálóról még másnap, 90 km távolságból is látták az okozott tüzeket.

## Következmények
Az Emden akciója von Müller fregattkapitány várakozásainak megfelelően súlyos csapásnak bizonyult a britek presztízsére, akik jelentős flottát állomásoztattak a „brit tóként” is emlegetett Bengáli-öbölben, ám így sem tudták megakadályozni a rajtaütést. Még 24 óra sem telt el azóta, hogy biztonságossá nyilvánították a Bengáli-öböl vizeit mikor, szeptember 23-án éjjeli 02:00-kor az öböl kereskedelmi forgalmát ismét veszélyeztetettnek nyilvánították a hatóságok.
A hajóforgalom újbóli leállításának következtében a kikötőkben jelentős mennyiségben torlódtak fel az áruk. A nyirkos éghajlatú Kalkutta raktáraiban a tea hamar veszített állagából, Kánpur és Agra tímárjainak készítményeit, akiktől a brit hadsereg sürgősen és nagy mennyiségben rendelt bőrt a bakancstalpak és nyergek elkészítéséhez, hosszú ideig nem tudták útnak indítani. A Kalkutta-Rangoon vonalon heti háromszor közlekedő postaszolgálatot is szüneteltették, Colombóban a nyugatról érkező hajók torlódtak fel. A Colombo-Szingapúr hajózási útvonal lezárása miatt Malakkából az ón, Jáváról a cukor Nagy-Britanniába való exportja szünetelt és így a szigetország az európai piacokról volt kénytelen beszerezni ezeket az árucikkeket.
Különösen nagy hatással volt a támadás az indiaiakra. A lövetés okozta pánik kiterjedt az egész keleti partra és még azon is túl. A helyiek bizalma megingott a brit flottában és a brit kormányzatban. A vasúti szerelvényeket a következő napokban ellepték a menekülők, akik attól tartottak, hogy a titokzatos hadihajó ismét le fog csapni. Naponta 20 000 ember hagyta el Madrászt a belsőbb területek felé és a támadás hónapokig a bazárok beszédtémája volt. Kalkuttában – a németek lehetőségeit erősen túlbecsülve – egy cirkálók által végrehajtott madrászihoz hasonló lövetéssel vagy egy partraszállással számoltak. Az indiai gazdaságban fontos szerepet játszó helyi születésű pénzkölcsönzők tengerparti nagyvárosokból való pánikszerű távozása is jelentős zavarokat okozott a kereskedelemben. A brit propaganda sem tudta még hosszú ideig meggyőzni a helyi lakosságot arról, hogy a brit tengeri hatalomra a németek nem tudnak végzetes csapást mérni.
A további hasonló rajtaütéseket kivédendő a britek fényszórókat helyeztek el a kikötőiknél és ezekkel pásztázták éjjelente a vízfelszínt, amivel Mücke elsőtiszt leírása szerint jelentősen megkönnyítették számukra a navigálást.

## További hadműveletek
Szeptember 23-án az Emden és a Markomannia a megbeszéltek szerint találkozott ismét, majd a reggeli szürkületben előbb Pondicherry, majd Cuddalore felé vették az irányt, ahol von Müller lehorgonyzott kereskedelmi hajókra számított. Azonban ezek a települések nem voltak megerődítve és a katonai épületek helyzetét nem lehetett pontosan megállapítani, ami miatt nem hajtott végre újabb szárazföldi célpontok elleni támadást. Ceylon körül azonban sikeresen folytatta a cirkálóháborút hat kereskedelmi hajót elfogva, majd ezt követően keletnek Simaloer szigetéhez hajózott, hogy a batáviai etap által ide irányított gőzhajókkal felvegye a kapcsolatot és utasításokkal lássa el őket.
Szeptember 23-án kora reggel, mikor az Emden Cuddalore elé ért, a Sikuma Trincomalinál haladt északi irányba és miután elérte Ceylon északi részét, az India keleti partján délnek tartó Hampshire parancsnokának utasítására a sziget északi végének elérése után délnek fordult, hogy Trincomalit védelmezze egy esetleges újabb támadás esetén.
Az Emden tevékenységének köszönhetően mikor jelentették Spee hajórajának jelenlétét Brit Szamoa előtt, azzal az ellenség nem tudott törődni, mivel az összes hadihajója vagy az Emden után kutatott az Indiai-óceánon, vagy valamelyik itt áthaladó konvoj mellé rendelték, hogy megvédjék tőle azt. Ugyanazon a napon, mikor az Emden a madrászi olajtartályokat támadta, Spee a két páncélos cirkálójával felbukkant a Tahitin lévő Papeete-nél, hogy szenet vételezzen. Miután a franciák nem reagáltak a felhívására és tüzet nyitottak a partvédelmi ütegeikből, a Scharnhorst és a Gneisenau viszonozták a tüzet és az egyetlen itt lévő hadihajót, a francia Zélée ágyúnaszádot elsüllyesztették (lásd: (Papeete lövetése).
Az admiralitás első lordját, Winston Churchillt frusztrálta és bosszantotta, hogy az Emdent nem tudták elfogni és emiatt rendszeresen írtak róla a napilapok. Egy héttel a madrászi akció után, szeptember 29-én így írt Lajos Sándor battenbergi hercegnek, az admiralitás titkárának és első tengeri lordnak:
„Az Emden Bengáli-öbölből való távozása rendkívüli mértékben kiábrándító és én nem értem, hogy a Hampshire, Yarmouth, Dupleix és Sikuma cirkálók műveleteit milyen elvek mentén egyeztették. A térképekből ítélve teljesen külön tevékenykednek a vezetés teljes hiánya mellett.”
Október 1-én ismét az erőfeszítések koordinálásának szükségességét hangoztatta és keserűen panaszkodott az Emden ténykedése miatt a hajószállítmányoknál fellépő késedelmek miatt:
„Szeretném Önnek a legtisztábban kihangsúlyozni, hogy az Emden zsákmányolásainak korlátlan folyamatossága által okozott bosszúság nagy kárt fog okozni az admiralitás presztízsének.”
Az Emden a madrászi akciót követő, a Ceylon körüli vizeken elért sikerei alapján a brit hatóságoknál felmerült a gondolat, hogy a német cirkáló segítséget kaphat a szárazföldről. Bűnbaknak Henry H. Engelbrechtet, a Yala Nemzeti Park első vadőrét tették meg. A Dél-Afrikából korábban deportált búr férfi a koholt vádak szerint hússal látta el a németeket, amit az azonban hevesen tagadott. Három hónapig tartották bebörtönözve bírósági ítélet nélkül. Mire szabadulhatott, addigra minden tulajdonát szétrabolták. A nincstelenné vált férfi az őt ért megrázkódtatások következtében hamarosan elhunyt.

## Emlékezete
A német cirkáló meglepetésszerű, látványos támadása mély nyomot hagyott az indiai lakosság emlékezetében és neve fogalommá vált több helyi nyelvben. Amdan formában bekerült a szingaléz és a tamil nyelvbe és ezzel a szóval erős, ravasz embereket illetnek. A malajálam nyelvben az Emadan (Emden) szó „nagy, erős dolgot” jelöl, avagy valamit, ami „olyan nagy mint az Emden”.

## Függelék – Karl von Müller fregattkapitány jelentése a hadműveletről

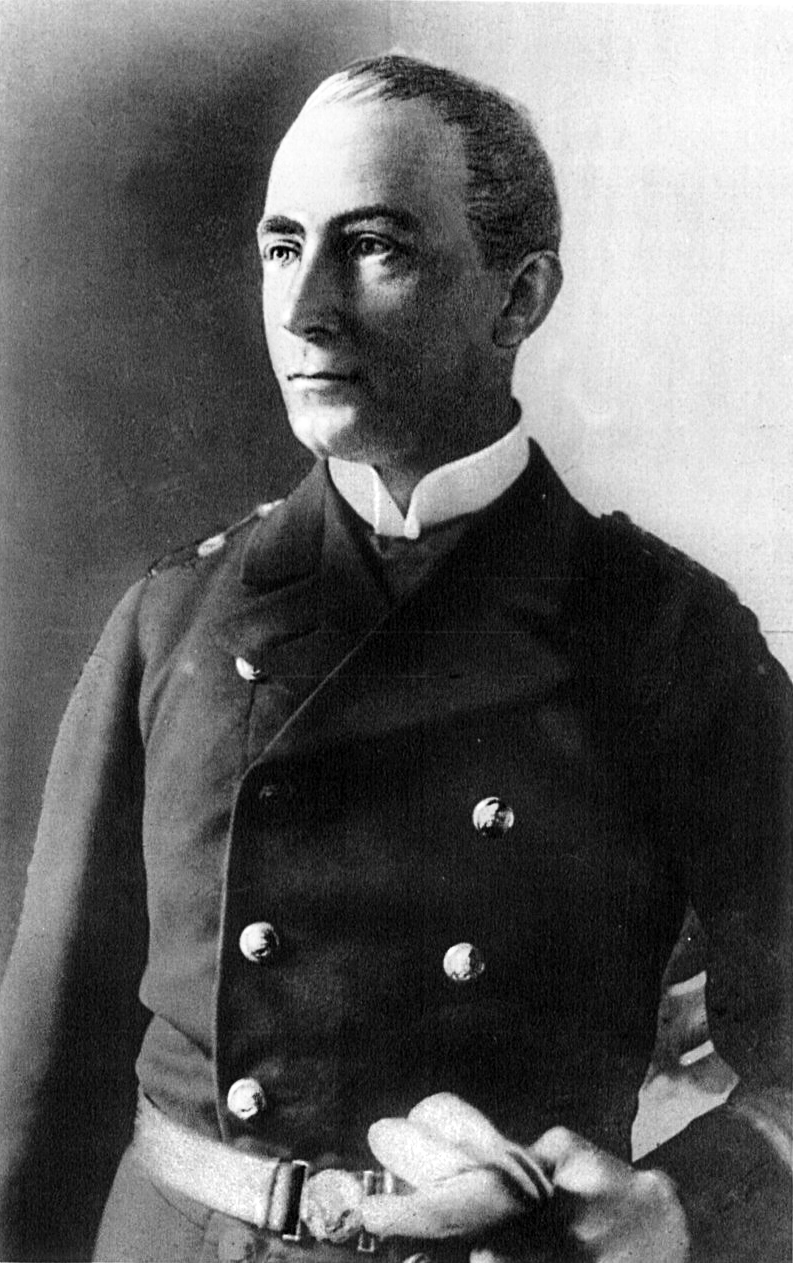
Karl von Müller fregattkapitány, az Emden parancsnoka

Az alábbi idézet a német parancsnok beszámolójának egy részletét tartalmazza, mely a hivatalos német történetírás (Krieg zur See 1914-1918) lapjain is megtalálható.
„A távoli villámlások miatt attól tartottam, hogy az »Emden« közeledését a kikötő ütegei észre fogják venni. A cirkáló azonban észrevétlenül érkezett meg. Az olajtartályok lövetését olyan irányból szándékoztam végrehajtani, hogy az nagyjából a New lighthouse üteggel átfedésben legyen. Mintegy 300 hm távolságra a móló fényeitől déli irányra álltunk és fényszórókkal a partra, a Law Courts-on lévő villanófény irányába világítottunk. Mivel a fényszórók hatását a város utcáinak és kikötőjének kivilágítása lerontotta és az olajtartályok ebből a távolságból még nem voltak elég jól kivehetők, éles jobboldali kanyarodással még közelebb mentem, majd az eredeti irányra visszaállva tűzparancsot adtam ki. Miután mintegy 130 lövés le lett adva, két nagy olajtározó lángra lett lobbantva és valószínűleg több más üresen álló találatot szenvedett el, a mintegy tíz percig tartó lövetést megszakíttattam, a fényszórók erősségét lecsökkentettem, majd előbb északkeleti irányra álltam és az eltávolodás ideje alatt, hogy a szárazföldön a további szándékaimról téves benyomást keltsek, északkeleti irányba haladva a taton lévő fényeket felkapcsoltattam és amint a hajó kellőképpen látótávolságon kívülre került a szárazföldtől, először keleti, majd déli irányra álltam át.
 A lövetés utolsó szakaszában a hátsó felépítményen álló tisztek megfigyelése szerint a szárazföldről egy löveg viszonozta a tüzet. Három lövést figyeltek meg, melyek pár szár méterre csapódtak a vízbe az »Emden« tatjától.
 A lángra lobbantott olajtartályok fénye még 50 tengeri mérföldön túlról is látható volt. A pár nappal később elfogott gőzhajókon talált újságokból derült ki, hogy Madrász lövetése nem csak ebben a városban, hanem India más városaiban is, mint Point de Galle és Bombay, pánikot váltott ki az indiai lakosság körében és a part menti városok jómódú kereskedőinek az ország belső területei felé való menekülését okozta.”

## Kapcsolódó irodalom
- Intelligence in War, 1, New York: Vintage Books (2004. október 1.). ISBN 0-375-70046-3
- The Last Corsair: The Story of The Emden by Dan van der Vat, 1984. ISBN 0-586-06265-3
- The Last Gentleman of War. The Raider Exploits of the Cruiser Emden by R. K. Lochner, Naval Institute Press:. 1988. ISBN 0-87021-015-7
- The Last Cruise of the Emden: The Amazing True WWI Story of a German-Light Cruiser and Her Courageous Crew by Edwin Palmer Hoyt, Globe Pequot Press, 2001 ISBN 978-1-58574-382-7
- Hellmuth von Mücke, Helene Schimmelfennig White. The Emden. Ritter (1917)
- John M. Taylor: Karl Friedrich Max von Müller: Captain of the Emden During World War I, 2007. 05. 17.

## További olvasmányok
- Frame, Tom. (2004). No Pleasure Cruise: The Story of the Royal Australian Navy. Sydney: Allen & Unwin ISBN 978-1-74114-233-4 (paper)
- Hoehling, A.A. LONELY COMMAND A DOCUMENTARY Thomas Yoseloff, Inc., 1957
- Hoyt, Edwin P. The Last Cruise of the Emden: The Amazing True World War I Story of a German-Light Cruiser and Her Courageous Crew. The Lyons Press, 2001. ISBN 1-58574-382-8
- Hohenzollern, Franz Joseph, Prince of EMDEN: MY EXPERIENCES IN S.M.S. EMDEN. New York: G. Howard Watt, 1928
- Lochner, R. K. Last Gentleman-Of-War: Raider Exploits of the Cruiser Emden Annapolis: Naval Institute Press, 1988. ISBN 0-87021-015-7
- McClement, Fred. Guns in paradise. Paper Jacks, 1979. ISBN 0-7701-0116-X
- Mücke, Hellmuth von. The Emden-Ayesha Adventure: German Raiders in the South Seas and Beyond, 1914. Annapolis: Naval Institute Press, 2000. ISBN 1-55750-873-9
- Schmalenbach, Paul German raiders: A history of auxiliary cruisers of the German Navy, 1895-1945. Annapolis: Naval Institute Press, 1979. ISBN 0-87021-824-7
- Van der Vat, Dan. Gentlemen of War, The Amazing Story of Captain Karl von Müller and the SMS Emden. New York: William Morrow and Company, Inc. 1984. ISBN 0-688-03115-3
- Walter, John The Kaiser's Pirates: German Surface Raiders in World War One. Annapolis: Naval Institute Press, 1994. ISBN 1-55750-456-3